# Frederik Sørensen
Frederik Sørensen (Roskilde, 14 de abril de 1992) es un futbolista danés que juega de defensa en el Union Brescia de la Serie C.

## Trayectoria
Sørensen inició su carrera como futbolista en las categorías inferiores del Lyngby Boldklub. Dio el salto al fútbol profesional en el verano de 2010, cuando fue cedido en préstamo a la Juventus. Su debut con el equipo bianconero se produjo el 7 de noviembre de 2010, en la victoria de su club por 3-1 sobre el A. C. Cesena. El 17 de enero de 2012 el club turinés anunció el traspaso en copropiedad del jugador al Bologna a cambio de 2,5 millones de euros y Saphir Taïder. El 29 de agosto de 2014 fue cedido en préstamo al Hellas Verona.

## Selección nacional
Ha sido internacional con la selección de fútbol de Dinamarca sub-21. Debutó el 10 de agosto de 2011, en un encuentro amistosos ante la selección sub-21 de Polonia que finalizó con marcador de 1-0 a favor de los polacos.

### Participaciones en Eurocopas
| Eurocopa                | Sede            | Resultado    |
| ----------------------- | --------------- | ------------ |
| Eurocopa Sub-21 de 2011 | Dinamarca       | Primera fase |
| Eurocopa Sub-21 de 2015 | República Checa | Semifinal    |

## Clubes
| Club                         | País     | Año       |
| ---------------------------- | -------- | --------- |
| Juventus F. C.               | Italia   | 2010-2012 |
| Bologna F. C. 1909           | Italia   | 2012-2015 |
| Hellas Verona (cedido)       | Italia   | 2014-2015 |
| 1. F. C. Colonia             | Alemania | 2015-2021 |
| B. S. C. Young Boys (cedido) | Suiza    | 2019-2020 |
| Delfino Pescara 1936         | Italia   | 2021      |
| Ternana Calcio               | Italia   | 2021-2024 |
| Feralpisalò                  | Italia   | 2025      |
| Union Brescia                | Italia   | 2025-     |

## Palmarés

### Títulos nacionales
| Título             | Club                | País  | Año  |
| ------------------ | ------------------- | ----- | ---- |
| Superliga de Suiza | B. S. C. Young Boys | Suiza | 2020 |